# 我ら釣キング
『我ら釣キング』（われらつりキング）は、日本テレビ系列局ほかで放送されていた福岡放送製作の釣り番組。製作局の福岡放送では2002年4月7日から2009年3月29日まで、毎週日曜 6:00 - 6:30に放送。全364回。

## 概要
下関市出身で博多弁を自在に操るタレント・安田栗之助と、九州釣り界の大物の一人・下村要一が九州各地で様々な魚釣りに挑んでいた番組。
番組の企画・制作は、九州を主な販売エリアとする釣り情報誌『釣ファン』のケイエス企画がメインで担っており、雑誌とテレビ番組との連携を図っていた。また、地元九州の釣り関係企業も、スポンサーとして番組を支えていた（福岡放送の場合）。

## 出演者
- 安田栗之助
- 下村要一

## ナレーター
- 田尻敏明

## 放送局
| 放送対象地域   | 放送局             | 系列           | 放送日時                              | 放送期間                     | 備考         |
| -------------- | ------------------ | -------------- | ------------------------------------- | ---------------------------- | ------------ |
| 長崎県         | 長崎国際テレビ     | 日本テレビ系列 | 土曜 05:30 - 05:59                    | 不明 - 2009年3月28日         | 先行ネット   |
| 神奈川県       | テレビ神奈川       | 独立UHF局      | 土曜 09:30 - 10:00                    | 不明 - 2009年3月28日         | 先行ネット   |
| 福岡県         | 福岡放送           | 日本テレビ系列 | 日曜 06:00 - 06:30                    | 2002年4月7日 - 2009年3月29日 | 製作局       |
| 鹿児島県       | 鹿児島読売テレビ   | 日本テレビ系列 | 日曜 06:00 - 06:30                    | 2008年9月7日 - 2009年3月29日 | 同時ネット   |
| 鳥取県・島根県 | 日本海テレビ       | 日本テレビ系列 | 日曜 06:00 - 06:30                    | 不明 - 2009年3月29日         | 同時ネット   |
| 熊本県         | くまもと県民テレビ | 日本テレビ系列 | 日曜 06:00 - 06:30                    | 不明 - 2009年3月29日         | 同時ネット   |
| 山口県         | 山口朝日放送       | テレビ朝日系列 | 日曜 06:30 - 07:00                    | 不明 - 2009年3月29日         | 30分遅れ     |
| 日本全域       | インターローカルTV | CS放送         | 金曜 21:30 - 22:00 日曜 12:00 - 12:30 | 不明                         | 遅れ日数不明 |